# Бессе-сюр-Алье
Бессе́-сюр-Алье́ (фр. Bessay-sur-Allier) — коммуна во Франции, находится в регионе Овернь. Департамент коммуны — Алье. Входит в состав кантона Нёйи-ле-Реаль. Округ коммуны — Мулен.
Код INSEE коммуны — 03025.

## Население
Население коммуны на 2008 год составляло 1417 человек.
| 1962 | 1968 | 1975 | 1982 | 1990 | 1999 | 2008 |
| ---- | ---- | ---- | ---- | ---- | ---- | ---- |
| 1207 | 1207 | 1157 | 1331 | 1329 | 1415 | 1417 |

## Экономика

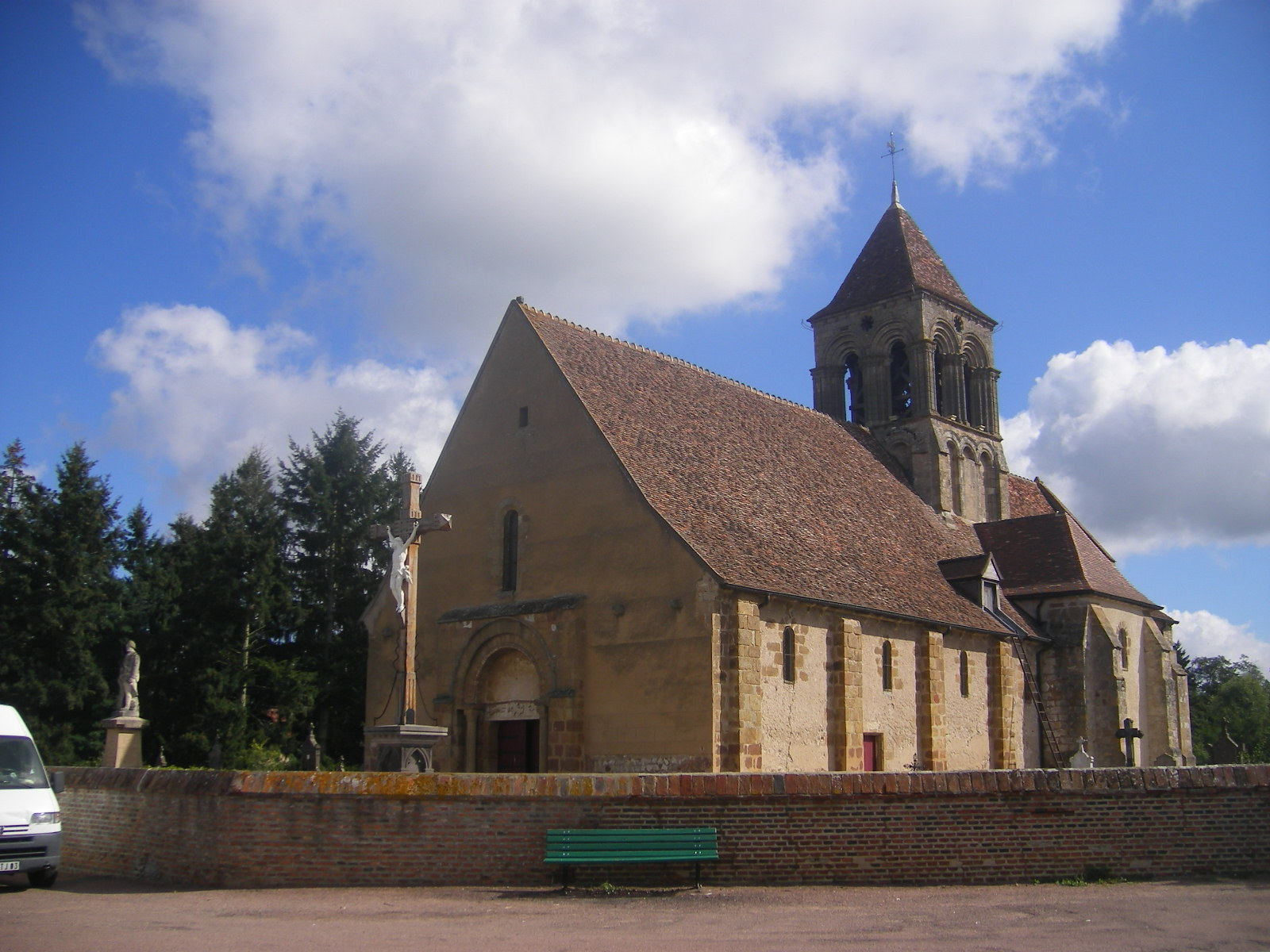
Церковь Сен-Мартен

В 2007 году среди 922 человек в трудоспособном возрасте (15—64 лет) 690 были экономически активными, 232 — неактивными (показатель активности — 74,8 %, в 1999 году было 74,2 %). Из 690 активных работали 639 человек (331 мужчин и 308 женщин), безработных было 51 (20 мужчин и 31 женщина). Среди 232 неактивных 74 человека были учениками или студентами, 88 — пенсионерами, 70 были неактивными по другим причинам.